# Championnat de Roumanie de go
Le championnat de Roumanie de go est une compétition de jeu de go créée en 1986 en Roumanie. La première édition s'est déroulée à Cluj